# Gina Pedret
Georgina Pedret o conocida artísticamente como Gina Pedret, es una actriz mexicana de cine, televisión y teatro.

## Carrera
Pedret debutó como actriz siendo aún una niña en teatro, al participar en la puesta en escena de La novicia rebelde en 1980. 
Posteriormente actuó en su primera telenovela, Cenizas y diamantes en 1991 interpretando a 'Rita', producción en la cual conoció al director de escena Claudio Reyes Rubio, con quien inició una relación romántica y al año siguiente contrajeron matrimonio. 
En 1993 actuó en las películas El escándalo mexicano y Hoy no circula, además de participar en la telenovela Capricho, en la cual compartió créditos con Victoria Ruffo y Humberto Zurita. Durante 1994, se integró al elenco de las telenovelas El vuelo del águila y Prisionera de amor, ese mismo año actuó en la película Suerte en la vida: la lotería III y luego le sigue en 1995 con La dueña y en 1997 actúa en la novela de Desencuentro.
En 2002, regresó a la televisión con la serie cómica de La Familia P.Luche después de haber hecho una pausa por haberse convertido en madre de dos hijos. Regresó al ámbito de las telenovelas en 2004 con Corazones al límite en el papel de 'Dulce María', luego le siguió Muchachitas como tú en 2007 como 'Vanessa' y Llena de amor en 2010 como 'Ángela'.
En 2016 de nuevo regresó en la telenovela de Simplemente María al lado de Claudia Álvarez, José Ron y Ferdinando Valencia. En 2018 formó parte de las telenovelas de Papá a toda madre, Sin tu mirada como 'Hilda' y ese mismo año también en La jefa del campeón como 'Inés.'
En 2020 y 2021 formó parte de la telenovela de Quererlo todo interpretando a 'Eva Tellez' y, tercera que realiza al lado del productor Ignacio Sada Madero, compartiendo créditos con Michelle Renaud, Danilo Carrera y Víctor González.

## Filmografía

### Telenovelas
- Mi amor sin tiempo (2024) .... Rosa María
- Perdona nuestros pecados (2023) .... Guillermina Ledesma[4]
- La herencia (2022) .... Irma
- Quererlo todo (2020-2021) .... Eva Téllez de Cabrera[5]
- Soltero con hijas (2020) .... Dra. Rina
- Doña Flor y sus dos maridos (2019) .... Jovita
- Por amar sin ley (2018) .... Gilda
- La jefa del campeón (2018) .... Inés Núñez de Coyote[6][7]
- Sin tu mirada (2018) .... Hilda
- Papá a toda madre (2018) .... Maestra
- Simplemente María (2016) ... /
- Para volver a amar (2010-2011) .... Clarita
- Llena de amor (2010-2011) .... Ángela
- En nombre del amor (2008) .... Clara
- Muchachitas como tú (2007) .... Vanessa
- Corazones al límite (2004) .... Dulce María
- Desencuentro (1997-1998) .... Maricarmen
- La dueña (1995) .... Patricia Castelo
- El vuelo del águila (1994) ... /
- Prisionera de amor (1994) .... Luz
- Capricho (1993) .... Nora
- Valeria y Maximiliano (1991-1992) .... Verónica
- Muchachitas (1991) .... Gina
- Cenizas y diamantes (1990-1991) .... Rita

### Cine
- Suerte en la vida: la lotería III (1994)
- Hoy no circula (1993) .... Alejandra (segmento: "Lunes")
- La locura mexicana (1993) .... Rosita
- Tres son peor que una (1992)
- La fuerza bruta (1991) .... Chica en gimnasio #2
- Amor y venganza (1991) .... Recepcionista
- El ninja mexicano (1991)
- La mujer policía (1987)

### Series de televisión
- Esta historia me suena (2023)[8]
- Mujeres asesinas (2022) ... Episodio: "Llámame Paula"
- Esta historia me suena (2020) (1 episodio)
- 40 y 20 (2018) .... Mamá de Jacobito (episodio: "Durmiendo con el enemiguito")
- Como dice el dicho (2011-2016) .... Varios personajes (5 episodios)
- La rosa de Guadalupe (2008-2018) .... Varios personajes (18 episodios)
- La familia P. Luche (2002) .... Abelarda Villegas (joven) (episodio: "Ludovico en la escuela")
- Mujer, casos de la vida real (1996-2006) .... Varios personajes (11 episodios)

### Teatro
- Grease (2013)
- La novicia rebelde (1980)